# Municipio de Lower Moreland
El municipio de Lower Moreland  (en inglés: Lower Moreland Township) es un municipio ubicado en el condado de Montgomery en el estado estadounidense de Pensilvania. En el año 2000 tenía una población de 11.281 habitantes y una densidad poblacional de 597,8 personas por km².

## Geografía
El municipio de Lower Moreland se encuentra ubicado en las coordenadas 40°07′00″N 75°02′59″O / 40.11667, -75.04972.

## Demografía
Según la Oficina del Censo en 2000 los ingresos medios por hogar en la localidad eran de $82,597 y los ingresos medios por familia eran $98,656. Los hombres tenían unos ingresos medios de $69,173 frente a los $37,902 para las mujeres. La renta per cápita para la localidad era de $40,129. Alrededor del 2,1% de la población estaban por debajo del umbral de pobreza.